# Sätra hasselskog
Sätra hasselskog är ett naturreservat i Leksands kommun i Dalarnas län.
Området är naturskyddat sedan 2006 och är 29 hektar stort. Reservatet består av en sluttning med lövrik skog och hassel.